# Landkreis Dillingen an der Donau
Landkreis Dillingen an der Donau is een Landkreis in de Duitse deelstaat Beieren. De Landkreis telt 97.172 inwoners (31 december 2020) op een oppervlakte van 792,30 km². Kreisstadt is de gelijknamige stad.

## Steden en gemeenten
Landkreis Dillingen an der Donau wordt gevormd door 27 gemeenten, vijf daarvan zijn steden, drie zijn markten. Veel van de kleinere gemeenten hebben een Verwaltungsgemeinschaft gesloten met een grotere gemeente die in de praktijk de bestuurlijke taken waarneemt.
Steden
1. Dillingen a.d.Donau
2. Gundelfingen an der Donau
3. Höchstädt an der Donau
4. Lauingen
5. Wertingen

Markten
1. Aislingen
2. Bissingen
3. Wittislingen

Gemeenten
1. Bachhagel
2. Bächingen an der Brenz
3. Binswangen
4. Blindheim
5. Buttenwiesen
6. Finningen
7. Glött
8. Haunsheim
9. Holzheim
10. Laugna
11. Lutzingen
12. Medlingen
13. Mödingen
14. Schwenningen
15. Syrgenstein
16. Villenbach
17. Ziertheim
18. Zöschingen
19. Zusamaltheim

Aichach-Friedberg · Altötting · Amberg · Amberg-Sulzbach · Ansbach (stad) · Landkreis Ansbach · Aschaffenburg (stad) · Landkreis Aschaffenburg · Augsburg (stad) · Landkreis Augsburg · Bad Kissingen · Bad Tölz-Wolfratshausen · Bamberg (stad) · Landkreis Bamberg · Bayreuth (stad) · Landkreis Bayreuth · Berchtesgadener Land · Cham · Coburg (stad) · Landkreis Coburg · Dachau · Deggendorf · Dillingen an der Donau · Dingolfing Landau · Donau-Ries · Ebersberg · Eichstätt · Erding · Erlangen · Erlangen-Höchstadt · Forchheim · Freising · Feyung-Grafenau · Fürstenfeldbruck · Fürth (stad) · Landkreis Fürth · Garmisch-Partenkirchen · Günzburg · Haßberge · Hof (stad) · Landkreis Hof · Ingolstadt · Kaufbeuren · Kelheim · Kempten im Allgäu · Kitzingen · Kronach · Kulmbach · Landsberg am Lech · Landshut (stad) · Landkreis Landshut · Lichtenfels · Lindau · Main-Spessart · Memmingen · Miesbach · Miltenberg · Mühldorf am Inn · München · Landkreis München · Neuburg-Schrobenhausen · Neumarkt in der Oberpfalz · Neurenberg · Neustadt an der Aisch-Bad Windsheim · Neustadt an der Waldnaab · Neu-Ulm · Nürnberger Land · Oberallgäu · Ostallgäu · Passau (stad) · Landkreis Passau · Pfaffenhofen an der Ilm · Regen · Regensburg (stad) · Landkreis Regensburg · Rhön-Grabfeld · Rosenheim (stad) · Landkreis Rosenheim · Roth · Rottal-Inn · Schwabach · Schwandorf · Schweinfurt (stad) · Landkreis Schweinfurt · Starnberg · Straubing · Straubing-Bogen · Tirschenreuth · Traunstein · Unterallgäu · Weiden in der Oberpfalz · Weilheim-Schongau · Weißenburg-Gunzenhausen · Wunsiedel im Fichtelgebirge · Würzburg (stad) · Landkreis Würzburg
Aislingen ·
Bachhagel ·
Bächingen an der Brenz ·
Binswangen ·
Bissingen ·
Blindheim ·
Buttenwiesen ·
Dillingen an der Donau ·
Finningen ·
Glött ·
Gundelfingen an der Donau ·
Haunsheim ·
Höchstädt an der Donau ·
Holzheim ·
Laugna ·
Lauingen (Donau) ·
Lutzingen ·
Medlingen ·
Mödingen ·
Schwenningen ·
Syrgenstein ·
Villenbach ·
Wertingen ·
Wittislingen ·
Ziertheim ·
Zöschingen ·
Zusamaltheim